# Wright (Familienname)
Wright ist ein englischer Familienname.

## Herkunft und Bedeutung
Das englische Wort wright bedeutet so viel wie „Handwerker“, in Zusammensetzungen meist als „-macher“ oder „-bauer“ (z. B. Stellmacher, Schiffbauer) zu übersetzen.

## Namensträger

### Adelsgeschlecht
- Wright (Adelsgeschlecht), finnisches Adelsgeschlecht

### A
- Abdel Wright (* 1977), jamaikanischer Sänger und Gitarrist
- A. E. Wright, siehe Almroth Wright
- Ada Wright (ca. 1862–1939), englisch-britische Suffragette
- Adam Wright (* 1977), US-amerikanischer Wasserballspieler
- Adam Thomas Wright (* 2000), englischer Schauspieler
- Aidan G. C. Wright (* 1980), Psychologe und Hochschullehrer
- Alan Wright (* 1971), englischer Fußballspieler und -trainer
- Alberta Wright († 2015), US-amerikanische Gastronomin
- Alex Wright (Fußballspieler, 1897), schottischer Fußballspieler
- Alex Wright (Fußballspieler, 1925) (1925–1999), schottischer Fußballspieler
- Alex Wright (Fußballspieler, 1930) (1930–2000), schottischer Fußballspieler
- Alex Wright (* 1975), deutscher Wrestler
- Alex Wright (Leichtathlet) (* 1990), irischer Geher
- Alexander Wright (Politiker), deutscher Lokalpolitiker (Grüne)
- Alexis Wright (* 1950), australische Schriftstellerin
- Alice Morgan Wright (1881–1975), US-amerikanische Bildhauerin, Suffragette und Tierschützerin
- Alison Wright (Schriftstellerin), britische Schriftstellerin
- Alison Wright (Leichtathletin) (* 1949), neuseeländische Leichtathletin
- Alison Wright (Journalistin) (* 1961), amerikanische Fotojournalistin und Schriftstellerin
- Alison Wright (Kunsthistorikerin) (* 1965), britische Kunsthistorikerin
- Alison Wright (Schauspielerin) (* 1976), britische Schauspielerin
- Alison Wright (Radsportlerin) (* 1980), australische Radsportlerin
- Almroth Wright (1861–1947), britischer Bakteriologe und Immunologe
- Aloma Wright (* 1950), US-amerikanische Schauspielerin
- Alphonse Wright (1887–??), belgischer Fußballspieler
- Ambrose Ransom Wright (1826–1872), US-amerikanischer Offizier, konföderierter Generalmajor im Sezessionskrieg
- Amy Wright (* 1950), US-amerikanische Schauspielerin
- André Joseph Wright (1936–2010), nigrischer Diplomat
- Andrew Barkworth Wright (1895–1971), britischer Kolonialbeamter
- Andrew Harry Wright (* 1985), englischer Badmintonspieler
- Andwuelle Wright (* 1997), trinidadischer Leichtathlet
- Andy Wright, australischer Tontechniker
- Ann Wright (* 1946), US-amerikanische Soldatin, Oberst der US-Army und Friedensaktivistin
- Annabel Wright (* im 20. Jahrhundert), britische Theater- und Filmschauspielerin
- Anthony Wright (Footballspieler) (* 1976), US-amerikanischer American-Football-Spieler
- Anthony Wright (Hockeyspieler) (* 1984), kanadischer Hockeyspieler
- Antoine Wright (* 1984), US-amerikanischer Basketballspieler
- Arin Wright (* 1992), US-amerikanische Fußballspielerin
- Arthur Wright (Fußballspieler, 1898) (1898–1974), englischer Fußballspieler
- Arthur Wright (Fußballspieler, 1919) (1919–1985), englischer Fußballspieler
- Arthur Wright (Musiker) (1937–2015), US-amerikanischer R&B-Musiker
- Arthur Alban Wright (1887–1967), britischer Kolonialbeamter
- Arthur Williams Wright (1836–1915), US-amerikanischer Physiker
- Artice L. Wright (1924–2011), US-amerikanischer Bischof
- Ashley Wright (* 1987), englischer Snookerspieler
- Ashley B. Wright (1841–1897), US-amerikanischer Politiker
- Augustus Romaldus Wright (1813–1891), US-amerikanischer Politiker
- Austin Wright (Bildhauer) (1911–1997), britischer Bildhauer
- Austin Wright (Schriftsteller) (1922–2003), US-amerikanischer Schriftsteller
- Austin Tappan Wright (1883–1931), US-amerikanischer Rechtswissenschaftler und Science-Fiction-Autor

### B
- Bailey Wright (* 1992), australischer Fußballspieler
- Barbara Wright (Übersetzerin) (1915–2009), britische Übersetzerin
- Barbara Wright (Politikerin) (* 1933), US-amerikanische Politikerin
- Barbara Wright (Hochschullehrerin) (1935–2019), irische Hochschullehrerin und Übersetzerin
- Barbara Wright (Autorin), US-amerikanische Autorin
- Basil Wright (1907–1987), britischer Dokumentarfilmer
- Beals Wright (1879–1961), US-amerikanischer Tennisspieler
- Beatrice Ann Wright (1917–2018), US-amerikanische Psychologin
- Ben Wright (Schauspieler) (1915–1989), britischer Schauspieler
- Ben Wright (Cricketspieler) (* 1987), englischer Cricketspieler
- Benjamin Wright (Ingenieur) (1770–1842), US-amerikanischer Bauingenieur
- Benjamin D. Wright (1799–1874), US-amerikanischer Rechtsanwalt, Jurist und Politiker
- Bernard Wright (1963–2022), US-amerikanischer Musiker
- Bert Wright, US-amerikanischer Eiskunstläufer
- Bethan Wright (* 1996), britische Schauspielerin
- Betty Wright (1953–2020), US-amerikanische Soulsängerin
- Bill Wright (Fußballspieler, I), englischer Fußballspieler
- Bill Wright (Fußballspieler, 1914) (William Samuel Wright; 1914–??), englischer Fußballspieler
- Bill Wright (Comiczeichner) (William George Wright; 1917–1984), US-amerikanischer Comiczeichner
- Bill Wright (Filmeditor) († 2009), britischer Filmeditor
- Bill Wright (Golfspieler) (William A. Wright; 1936–2021), US-amerikanischer Golfspieler
- Bill Wright (Tennisspieler, 1937), US-amerikanischer Tennisspieler und -trainer
- Bill Wright (Tennisspieler, II), australischer Tennisspieler

- Billy Wright (Fußballspieler, 1899) (1899–??), englischer Fußballspieler
- Billy Wright (Fußballspieler, 1913) (1913–??), englischer Fußballspieler
- Billy Wright (William Ambrose Wright; 1924–1994), englischer Fußballspieler und -trainer
- Billy Wright (Fußballspieler, 1931) (1931–2020), englischer Fußballspieler
- Billy Wright (Sänger) (1932–1991), US-amerikanischer Bluessänger
- Billy Wright (Fußballspieler, 1958) (William Wright; * 1958), englischer Fußballspieler
- Billy Wright (Fußballspieler, 1959) (* 1959), englischer Fußballspieler
- Billy Wright (Loyalist) (1960–1997), nordirischen Loyalist
- Billy Wright (Fußballspieler, 1962) (* 1962), neuseeländischer Fußballspieler
- Bob Wright (Baseballspieler) (Robert Cassius Wright; 1891–1993), US-amerikanischer Baseballspieler
- Bob Wright (Komponist) (Robert Craig Wright; 1914–2005), US-amerikanischer Filmkomponist und Liedtexter
- Bobby Wright (Sänger) (* 1942), US-amerikanischer Countrysänger
- Bobby Jack Wright (* 1950), US-amerikanischer American-Football-Spieler und -Trainer
- Bonnie Wright (* 1991), britische Schauspielerin
- Brad Wright (* 1961), US-amerikanischer Autor und Fernsehproduzent
- Bradley Wright-Phillips (* 1985), englischer Fußballspieler
- Brandan Wright (* 1987), US-amerikanischer Basketballspieler
- Bruce A. Wright (* um 1951), pensionierter Generalleutnant der US Air Force

### C
- Camilla Wright (* 1967), norwegische Badmintonspielerin
- Camille Wright (* 1955), US-amerikanische Schwimmerin
- Campbell Wright (* 2002), neuseeländischer Biathlet und Skilangläufer
- Carl Wright, Schlagzeuger
- Carolyn Wright (* 1946), australische Hochspringerin
- Casey Wright (* 1994), australische Skilangläuferin
- Chad Wright (* 1991), jamaikanischer Leichtathlet
- Chalky Wright (1912–1957), US-amerikanischer Boxer
- Charles Wright (Botaniker) (1811–1885), US-amerikanischer Botaniker
- Charles Wright (Dichter) (* 1935), US-amerikanischer Poet
- Charles Wright (Wrestler) (* 1961), US-amerikanischer Wrestler
- Charles Frederick Wright (1856–1925), US-amerikanischer Politiker
- Charles Harrison Wright (1821–1885), preußischer Offizier
- Charles Henry Wright (1864–1941), englischer Botaniker
- Charles R. Wright (1927–2017), US-amerikanischer Soziologe und Kommunikationswissenschaftler
- Charles Romley Alder Wright (1844–1894), englischer Chemiker
- Charles Seymour Wright (1887–1975), kanadischer Physiker und Polarforscher
- Charles William Wright (1863–1936), englischer Cricketspieler
- Charlie Wright (* 1975), sierra-leonischer Fußballspieler
- Chauncey Wright (1830–1875), US-amerikanischer Mathematiker und Philosoph
- Chely Wright (* 1970), US-amerikanische Countrysängerin
- Chris Wright (Unternehmer) (* 1944), britischer Unternehmen in den Bereichen Musik, Medien und Sport
- Chris Wright (Politiker) (* 1965), Energieminister der Vereinigten Staaten, amerikanischer Unternehmer
- Chris Wright (Wrestler) (* 1971), US-amerikanischer Wrestler
- Chris Wright (Leichtathlet) (* 1971), bahamaischer Weitspringer
- Chris Wright (Dokumentarfilmer) (* 1972), englischer Dokumentarfilmer, Regisseur und Filmeditor
- Chris Wright (Fußballspieler) (* 1986), englischer Fußballspieler
- Chris Wright (Schwimmer) (* 1988), australischer Schwimmer
- Chris Wright (Basketballspieler, 1988) (* 1988), US-amerikanischer Basketballspieler
- Chris Wright (Basketballspieler, 1989) (* 1989), US-amerikanischer Basketballspieler
- Clarissa Dickson Wright († 2014), britische Fernsehköchin
- Claud William Wright (1917–2010), britischer Paläontologe
- Clifford Wright (Maler) (1919–1999), US-amerikanischer Maler
- Clifford Wright (Politiker) (1927–2014), kanadischer Politiker, Bürgermeister von Saskatoon
- Clifford Wright (Bischof) (1922–2014), britischer anglikanischer Geistlicher, Bischof von Monmouth
- Clive Wright (* 1965), jamaikanischer Leichtathlet
- Clyde Wright (* 1941), US-amerikanischer Baseballspieler
- Cobina Wright (1921–2011), US-amerikanische Schauspielerin
- Crispin Wright (* 1942), britischer Philosoph
- Cyril Wright (1885–1960), britischer Segler

### D
- Dana Wright (* 1959), kanadische Leichtathletin
- Daniel B. Wright (1812–1887), US-amerikanischer Politiker
- Danny Wright (* 1984), englischer Fußballspieler
- Daphne Wright (* 1951), britische Autorin
- Daria Wright (1859–1938), US-amerikanische Golfspielerin und Prinzessin von Serbien; siehe Daria Karađorđević
- Daunte Wright (2001–2021), US-amerikanisches Polizeiopfer, siehe Tötung von Daunte Wright
- Dave Wright (* 1965), englischer Badmintonspieler
- Dave Wright (Squashspieler), australischer Squashspieler
- David Wright (Musiker) (* 1953), britischer Musiker und Komponist
- David Wright (Mathematiker) (* 1949), US-amerikanischer Professor für Mathematik, Komponist und Arrangeur
- David Wright (* 1965), englischer Badmintonspieler, siehe Dave Wright
- David Wright (Fußballspieler) (* 1980), englischer Fußballspieler
- David Wright (Segler) (* 1981), kanadischer Segelsportler
- David Wright (Baseballspieler) (* 1982), US-amerikanischer Baseballspieler
- David Wright (Snookerspieler), englischer Snookerspieler
- David Frederick Wright (1944–2008), englischer Gitarrist und Sänger, Mitglied der Band The Troggs
- David H. Wright (1929–2018), US-amerikanischer Professor für Kunstgeschichte
- Dean Wright (* 1962), US-amerikanischer Produzent und Regisseur
- Dempsey Wright (1929–2001), US-amerikanischer Jazzmusiker
- Denis Arthur Hepworth Wright (1911–2005), britischer Diplomat
- Dennis H. Wright (1931–2020), britischer Pathologe
- Denny Wright (1924–1992), britischer Jazz-Gitarrist
- Derrick Wright (* 1981), Fußballtorhüter für Montserrat
- Don Wright (Hürdenläufer) (* 1959), australischer Hürdenläufer
- Don J. Wright, US-amerikanischer Arzt und Beamter
- Donald O. Wright (1892–1985), US-amerikanischer Politiker
- Dorell Wright (* 1985), US-amerikanischer Basketballspieler
- Dorick McGowan Wright (1945–2020), belizischer Geistlicher, Bischof von Belize City-Belmopan
- Dorothea Wright († 2013), britische Grafikerin
- Dorothy Wright (1889–1960), britische Seglerin
- Doug Wright (Cricketspieler) (1914–1998), englischer Cricketspieler
- Doug Wright (Comiczeichner) (1917–1983), kanadischer Comiczeichner
- Doug Wright (Fußballspieler) (1917–1992), englischer Fußballspieler
- Doug Wright (Schlagzeuger), britischer Schlagzeuger bei den John Barry Seven und The Family Dogg
- Doug Wright (Schriftsteller) (* 1962), amerikanischer Dramatiker und Drehbuchautor
- Doug Wright (Schauspieler), Schauspieler
- Drey Wright (* 1995), englischer Fußballspieler
- Dunky Wright (1896–1976), britischer Leichtathlet
- Dwayne Wright, Fußballspieler für die Cayman Islands

### E
- E. M. Wright (1906–2005), britischer Mathematiker
- Earl Wright II, US-amerikanischer Soziologe und Hochschullehrer
- Edgar Wright (* 1974), britischer Regisseur
- Edward Wright (Kartograf) (1561–1615), englischer Mathematiker und Kartograph
- Edward Wright (Fußballspieler) (1884–1947), englischer Fußballspieler
- Edward Wright (Schriftsteller) († 2015), US-amerikanischer Journalist und Schriftsteller
- Edward F. Wright (1858–1904), britischer Cricketspieler und Polizeichef in Jamaika
- Edwin R. V. Wright (1812–1871), US-amerikanischer Politiker
- Edythe Wright (1914–1965), US-amerikanische Swing-Sängerin
- Elizabeth Wright-Koteka, Diplomatin der Cookinseln
- Elizabeth Oehlkers Wright (* 1966), US-amerikanische Übersetzerin
- Elly Wright (* 1940), österreichische Jazzsängerin und Musikpädagogin
- Elmon Wright (1929–1984), US-amerikanischer R&B- und Jazztrompeter
- Emmett Wright (1941–2024), US-amerikanischer Orchester- und Jazzmusiker
- Eric Wright (Schriftsteller) (1929–2015), kanadischer Schriftsteller und Hochschullehrer
- Eric Wright (Footballspieler, 1959) (* 1959), US-amerikanischer American-Football-Spieler (Cornerback, San Francisco 49ers)
- Eric Wright (1964–1995), US-amerikanischer Rapper, siehe Eazy-E
- Eric Wright (Fußballspieler) (* 1980), liberianischer Fußballspieler
- Eric Wright (Footballspieler, 1985) (* 1985), US-amerikanischer American-Football-Spieler (Cornerback, Cleveland Browns)
- Erik Olin Wright (1947–2019), US-amerikanischer Soziologe
- Ernest Vincent Wright (1873–1939), US-amerikanischer Schriftsteller
- Ernie Wright (Ernest Henry Wright; 1939–2007), US-amerikanischer Footballspieler
- Esmond Wright (1915–2003), britischer Historiker
- Ethel Wright (ca. 1866-1869–1939), englisch-britische Porträtmalerin, Illustratorin und Modell
- Eugene Wright (The Senator; * 1923), US-amerikanischer Kontrabassist

### F
- Farnsworth Wright (1888–1940), US-amerikanischer Verleger
- Ferdinand von Wright (1822–1906), finnischer Maler und Grafiker
- Fielding L. Wright (1895–1956), US-amerikanischer Politiker
- Fontaine Wright (* 1990), englische Badmintonspielerin
- Frances Wright (1795–1852), US-amerikanische Sozialreformerin und Feministin
- Francis Mastin Wright (1810–1869), US-amerikanischer Kaufmann und Politiker
- François-Robert Wright (* 1945), nigrischer Offizier und Politiker
- Frank Wright (Maler) (1860–1923), neuseeländischer Maler
- Frank Wright (Sportschütze) (1878–1931), US-amerikanischer Sportschütze
- Frank Wright (Vibraphonist) (1929–2021), kanadischer Jazzmusiker
- Frank Wright (Musiker) (1935–1990), US-amerikanischer Jazzmusiker
- Frank Edwin Wright (* 1972), US-amerikanischer Rockmusiker, siehe Tré Cool
- Frank Lloyd Wright (1867–1959), US-amerikanischer Architekt
- Frankie Wright (* 1985), US-amerikanischer Sprinter
- Franz Wright (1953–2015), österreichisch-amerikanischer Lyriker
- Frazer Wright (* 1979), schottischer Fußballspieler
- Fred Wright (* 1999), britischer Radrennfahrer
- Frederick Eugene Wright (1877–1953), US-amerikanischer Mineraloge und Optiker

### G
- Gabriella Wright (* 1982), englische Schauspielerin
- Gary Wright (1943–2023), US-amerikanischer Musiker
- Garth Wright (* 1963), südafrikanischer Rugby-Union-Spieler
- Ged Wright (* 1976), australischer Filmtechniker für visuelle Effekte
- Geoffrey Wright (* 1959), australischer Filmregisseur
- Georg Henrik von Wright (1916–2003), finnischer Philosoph
- George Wright (Gouverneur) (1779–1842), Gouverneur von Prince Edward Island
- George Wright (General) (1801/1803–1865), US-amerikanischer General
- George Wright (Baseballspieler) (1847–1937), US-amerikanischer Baseballspieler und Golfspieler
- George Wright (Bischof) (1873–1956), britischer Bischof
- George Wright (Ruderer) (1890–1973), kanadischer Ruderer
- George Wright (Tennisspieler), australischer Tennisspieler
- George Wright (Fußballspieler, 1919) (1919–2008), englischer Fußballspieler
- George Wright (Musiker) (1920–1998), US-amerikanischer Musiker
- George Wright (Fußballspieler, 1930) (1930–2000), englischer Fußballspieler
- George Wright (Leichtathlet) (* 1963), kanadischer Leichtathlet
- George Caleb Wright (1889–1973), US-amerikanischer Architekt
- George Ernest Wright (1909–1974), US-amerikanischer Archäologe
- George F. Wright (1881–1938), US-amerikanischer Politiker, Bürgermeister von Honolulu
- George Frederick Wright (1838–1921), US-amerikanischer Geologe
- George G. Wright (1820–1896), US-amerikanischer Politiker (Iowa)
- George Hand Wright (1872–1951), US-amerikanischer Maler
- George Melendez Wright (1904–1936), US-amerikanischer Biologe
- George Newenham Wright (um 1794–1877), irischer Schriftsteller
- George Washington Wright (1816–1885), US-amerikanischer Politiker (Kalifornien)
- Gerry Wright (* 1963), US-amerikanischer Basketballspieler
- Guillermo Wright (1872–1949), mexikanischer Polospieler
- Gordon Wright (Fußballspieler) (1884–1947), englischer Fußballspieler
- Gordon Wright (Tennisspieler), australischer Tennisspieler
- Gordon Wright (Reiter) (1903–1990), US-amerikanischer Springreiter
- Gordon Wright (Historiker) (1912–2000), US-amerikanischer Historiker
- Gordon Wright (Dirigent) (1934–2007), US-amerikanischer Dirigent
- Gunner Wright (* 1973), US-amerikanischer Schauspieler und Synchronsprecher

### H
- Haji Wright (* 1998), US-amerikanischer Fußballspieler
- Harold Wright (Leichtathlet) (1908–1997), kanadischer Sprinter und Sportfunktionär
- Harold Wright (Klarinettist) (1926–1993), US-amerikanischer Klarinettist
- Harold Bell Wright (1872–1944), US-amerikanischer Autor
- Harry Wright (Baseballspieler) (1835–1895), US-amerikanischer Baseballspieler
- Harry von Wright (1859–1925), preußischer Offizier, zuletzt Generalleutnant
- Harry Wright (Footballspieler) (Harry Lovegrove Wright; 1870–1950), australischer Australian-Football-Spieler
- Harry Wright (Politiker) (1875–??), kanadischer Politiker
- Harry Wright (Fußballspieler, 1888) (Harry Fereday Wright; 1888–1950), englischer Fußballspieler
- Harry Wright (Fußballspieler, 1900) (Harold Wright; 1900–??), englischer Fußballspieler
- Harry Wright (Fußballspieler, Februar 1909) (Henry Wright; 1909–1979), englischer Fußballspieler
- Harry Wright (Fußballspieler, Juni 1909) (Henry Edward Wright; 1909–1994), englischer Fußballspieler
- Hector Wright (* 1969), jamaikanischer Fußballspieler
- Heidemarie Wright (* 1951), deutsche Politikerin (SPD)
- Hendrick Bradley Wright (1808–1881), US-amerikanischer Politiker
- Herbert E. Wright (1917–2015), US-amerikanischer Geologe und Paläontologe
- Herman Wright (1930–1997), US-amerikanischer Jazzmusiker
- Horatio Wright (1820–1899), US-amerikanischer Generalmajor

### I
- Ian Wright (Ruderer) (* 1961), neuseeländischer Ruderer
- Ian Wright (Fußballspieler) (* 1963), englischer Fußballspieler
- iO Tillett Wright (* 1985), US-amerikanischer Autor, Fotograf, Fernsehmoderator und Aktivist
- Irving Wright (Tennisspieler) (1882–1953), US-amerikanischer Tennisspieler
- Irving S. Wright (1901–1997), US-amerikanischer Mediziner
- Isaac Wright (Geschäftsmann) (1760–1832), US-amerikanischer Quäker und Geschäftsmann
- Isaac Wright Jr. (* 1962), US-amerikanischer Jurist, Unternehmer und Philanthrop
- Isaac Hempstead-Wright (* 1999), britischer Schauspieler
- Isabella Wright (* 1997), US-amerikanische Skirennläuferin

### J
- J. Madison Wright (1984–2006), US-amerikanische Filmschauspielerin
- Jack Wright (Fußballspieler, 1878) (1878–1926), nordirischer Fußballspieler
- Jack Wright (Tennisspieler) (1901–1949), australischer Tennisspieler
- Jack Wright (Politiker) (1927–1998), australischer Politiker
- Jack Wright (Musiker) (* 1942), US-amerikanischer Musiker
- Jack Wright (Fußballspieler, 1997) (* 1997), schottischer Fußballspieler
- Jackie Wright (1905–1989), britischer Komiker, Musiker und Schauspieler
- Jaguar Wright (* 1977), US-amerikanische Sängerin
- James Wright (Dichter) (1927–1980), amerikanischer Dichter
- James Wright (Eishockeyspieler) (* 1990), kanadischer Eishockeyspieler
- James Wright (Footballspieler) (* 1991), US-amerikanischer Footballspieler
- James Wright (Politiker) (1716–1785), britischer Politiker und Jurist, Gouverneur der Province of Georgia
- James A. Wright (1902–1963), US-amerikanischer Politiker
- James C. Wright (* 1946), US-amerikanischer Klassischer Archäologe
- James Stephen Wright (* 1988), britischer Künstler
- Jamey Wright (* 1974), US-amerikanischer Baseballspieler
- Jamie Wright (* 1976), kanadischer Eishockeyspieler
- Jane C. Wright (1919–2013), US-amerikanische Krebsforscherin
- Janet Wright (Badminton) (1914–2006), US-amerikanische Badmintonspielerin
- Janet Wright (Schauspielerin) (1945–2016), kanadische Schauspielerin
- Janet Wright (Tennisspielerin) (* 1953), US-amerikanische Tennisspielerin
- Jason F. Wright (* 1971), US-amerikanischer Autor und Journalist
- Jay Wright (Schriftsteller) (* 1934), US-amerikanischer Schriftsteller
- Jay Wright (Basketballtrainer) (* 1961), US-amerikanischer Basketballtrainer
- Jeffrey Wright (* 1965), US-amerikanischer Schauspieler
- Jeremiah Wright (* 1941), US-amerikanischer Theologe
- Jeremy Wright (* 1972), britischer Jurist und Politiker
- Jessica Wright (* 2000), US-amerikanische Sprinterin
- Jim Wright (1922–2015), US-amerikanischer Politiker
- Jocky Wright (1873–1946), schottischer Fußballspieler
- Joe Wright (* 1972), britischer Filmregisseur
- Joe Wright (Fußballspieler, 1995) (* 1995), walisischer Fußballspieler
- Johan von Wright (1924–2015), finnischer Forscher, Philosoph und Tischtennisspieler
- Johanna Scheringer-Wright (* 1963), deutsche Politikerin (Die Linke), MdL
- John Wright (Botaniker) (1811–1846), US-amerikanischer Botaniker
- John Wright (Fußballspieler, 1895) (1895–??), englischer Fußballspieler
- John Wright (Schauspieler) (1904–1989), britischer Komiker, Musiker und Schauspieler
- John Wright (Fußballspieler, 1911) (1911–2002), englischer Fußballspieler
- John Wright (Fußballspieler, 1914) (1914–1983), englischer Fußballspieler
- John Wright (Fußballspieler, 1922) (1922–2009), englischer Fußballspieler
- John Wright (Fußballspieler, 1925) (1925–2015), englischer Fußballspieler
- John Wright (Boxer) (1929–2001), britischer Boxer
- John Wright (Fußballspieler, 1933) (* 1933), englischer Fußballspieler
- John Wright (Schachspieler) (* 1940), kanadischer Schachspieler
- John Wright (Filmeditor) (1943–2023), US-amerikanischer Filmeditor
- John Wright (Eishockeyspieler) (John Gilbert Brereton Wright; * 1948), kanadischer Eishockeyspieler
- John Wright (Informatiker), US-amerikanischer theoretischer Informatiker
- John Wright (Pianist) (1934–2017), US-amerikanischer Jazzpianist
- John Wright (* 1962), kanadischer Schlagzeuger, Mitglied von No Means No
- John Wright (Taekwondoin), spanischer Taekwondoin
- John Wright (Cricketspieler, 1796) (1796–1857), englischer Cricketspieler
- John Wright (Cricketspieler, 1861) (1861–1912), englischer Cricketspieler
- John Wright (Cricketspieler, 1935), englischer Cricketspieler
- John Wright (Cricketspieler, 1954) (* 1954), neuseeländischer Cricketspieler
- John Wright (Rugbyspieler), neuseeländischer Rugby-League-Spieler
- John B. Wright (1872–1934), US-amerikanischer Jurist und Politiker
- John Brewer Wright, US-amerikanischer Politiker
- John C. Wright (Politiker, 1783) (1783–1861), US-amerikanischer Politiker (Ohio)
- John C. Wright (Politiker, 1801) (1801–1862), US-amerikanischer Jurist und Politiker (New York)
- John C. Wright (Autor) (* 1961), US-amerikanischer Schriftsteller
- John G. Wright (1902–1956), russisch-amerikanischer Übersetzer und Trotzkist
- John Henry Wright (1852–1908), US-amerikanischer Klassischer Philologe
- John Joseph Wright (1909–1979), US-amerikanischer Geistlicher, Bischof von Pittsburgh
- John M. Wright (1916–2014), US-amerikanischer Generalleutnant
- John Masey Wright (1777–1866), englischer Aquarellmaler
- John Michael Wright (1617–1694), englischer Maler
- John Vines Wright (1828–1908), US-amerikanischer Politiker
- Johnnie Wright (1914–2011), amerikanischer Countrysänger
- Jon Wright (Fußballspieler) (1925–2015), englischer Fußballspieler
- Jon Wright (Snookerspieler) (* 1962), englischer Snookerspieler
- Jon Wright (Filmregisseur) (* 1971), nordirischer Filmregisseur
- Jon Edwin Wright, US-amerikanischer Theater- und Filmschauspieler, Meteorologe und Wettermoderator
- Jonathan Wright (Fußballspieler) (1880–1944), englischer Fußballspieler
- Jonathan Wright (Historiker, 1941) (* 1941), britischer Historiker und Politikwissenschaftler
- Jonathan Wright (Historiker, 1969) (* 1969), britischer Religionshistoriker
- Jonathan Wright (Regisseur) (* 1970) in Liverpool, britischer Regisseur
- Jonathan H. Wright, US-amerikanischer Wirtschaftswissenschaftler
- José Roberto Wright (* 1944), brasilianischer Fußballschiedsrichter
- Joseph Wright of Derby (1734–1797), englischer Maler
- Joseph Wright (Philologe) (1855–1930), englischer Philologe und Dialektologe
- Joseph Wright (Ruderer, 1864) (1864–1950), kanadischer Ruderer
- Joseph Wright (Ruderer, 1906) (1906–1981), kanadischer Ruderer
- Joseph A. Wright (1810–1867), US-amerikanischer Politiker
- Joseph C. Wright (1892–1985), US-amerikanischer Szenenbildner
- Joseph S. Wright, Motorradrennfahrer und Weltrekordler
- Josephine Wright (* 1942), US-amerikanische Musikwissenschaftlerin und Hochschullehrerin
- Judith Wright (1915–2000), australische Dichterin
- Jules Wright († 2015), britische Theaterleiterin und Unternehmerin
- Justine Wright, neuseeländische Filmeditorin

### K
- K. J. Wright (* 1989), US-amerikanischer American-Football-Spieler
- Keith Wright (* 1965), schottischer Fußballspieler
- Ken Wright (* 1956), australischer Rugby-Union-Spieler
- Kendall Wright (* 1989), US-amerikanischer American-Football-Spieler
- Kieran Wright (* 2000), schottischer Fußballtorhüter
- Kirk Wright (* 1981), jamaikanischer Fußballspieler
- Kit Wright (* 1944), britischer Dichter und Schriftsteller

### L
- L. R. Wright (Laurali Rose Wright, L. A. Wright; 1939–2001), kanadische Journalistin und Schriftstellerin
- L. W. Wright, Pseudonym eines 1982 aufgetretenen Trickbetrügers mit unbekannter Identität
- Lakeysha Wright, US-amerikanische Basketballspielerin
- Lammar Wright senior (1907–1973), US-amerikanischer Jazz-Trompeter
- Lammar Wright junior (1927–1983), US-amerikanischer Jazz-Trompeter
- Lan Wright (1923–2010), britischer Science-Fiction-Autor
- Lawrence Wright (Musikverleger) (1888–1964), britischer Komponist und Musikverleger
- Lawrence Wright (Schriftsteller) (* 1947), US-amerikanischer Schriftsteller, Journalist und Drehbuchautor
- Leo Wright (1933–1991), US-amerikanischer Jazzmusiker
- Les K. Wright (* 1953), US-amerikanischer Autor
- Letitia Wright (* 1993), guyanisch-britische Schauspielerin
- Lewis Wright (* um 1990), britischer Jazzmusiker
- Lewis Wright, Baron Wright of Ashton-under-Lyne (1903–1974), britischer Gewerkschaftsfunktionär und Politiker
- Linbert Wright (* 1981), Fußballspieler für Montserrat
- Lizz Wright (* 1980), US-amerikanische Jazzmusikerin
- Lloyd Wright (1890–1978), US-amerikanischer Architekt und Landschaftsarchitekt
- Louis Wright (* 1953), US-amerikanischer American-Football-Spieler
- Louis Booker Wright (1899–1984), US-amerikanischer Historiker, Bibliothekar und Autor
- Louise Wright (1861–1935), dänische Philanthropin, Frauenrechtlerin und Friedensaktivistin
- Lorenzen Wright (1975–2010), US-amerikanischer Basketballspieler
- Lorenzo Wright (1926–1972), US-amerikanischer Leichtathlet
- Ludwig Wright (* 1995), deutsch-britischer Singer-Songwriter
- Luke Edward Wright (1846–1922), US-amerikanischer Politiker, Generalgouverneur der Philippinen

### M
- Mack V. Wright (1894–1965), US-amerikanischer Filmregisseur
- Magnus von Wright (1805–1868), finnischer Maler und Ornithologe
- Marc Wright (1890–1975), US-amerikanischer Stabhochspringer
- Margaret Wright (Schauspielerin) (1917–1999), US-amerikanische Schauspielerin
- Margaret Wright (Politikerin, um 1922) (* 1922/1923), US-amerikanische Politikerin (People’s Party)
- Margaret Wright (Politikerin, 1940) (* 1940), britische Politikerin (GPEW)
- Margaret H. Wright (* 1944), US-amerikanische Mathematikerin
- Marion Thompson Wright (1902–1962), US-amerikanische Historikerin und Aktivistin
- Mark Wright (Fußballspieler, 1963) (* 1963), englischer Fußballspieler und -trainer
- Mark Wright (Fußballspieler, 1970) (Mark Andrew Wright; * 1970), englischer Fußballspieler
- Mark Wright (Fußballspieler, 1981) (* 1981), englischer Fußballspieler
- Mark Wright (Fußballspieler, 1982) (* 1982), englischer Fußballspieler
- Martha Wright (Martha Lucile Wiederrecht; 1923–2016), US-amerikanische Sängerin und Schauspielerin
- Martha Coffin Wright (1806–1875), amerikanische Frauenrechtlerin
- Mary Wright-Shannon (* 1944), englische Tischtennisspielerin, siehe Mary Shannon
- Maureen Wright (* 1939), australische Speerwerferin
- Maureen Rosemary Wright (* 1933), britische Klassische Philologin
- Mauricio Wright (* 1970), costa-ricanischer Fußballspieler
- Marie Wright (1862–1949), britische Schauspielerin
- Matthew Wright (Moderator) (* 1965), englischer Fernsehmoderator
- Matthew Wright (Basketballspieler) (* 1991), philippinisch-kanadischer Basketballspieler
- Matthew Wright (Triathlet) (* 1992), barbadischer Triathlet
- Matthew Wright (Footballspieler) (* 1996), US-amerikanischer American-Football-Spieler
- Matthew Wright (Fußballspieler) (* 2002), schottischer Fußballspieler
- Max Wright (1943–2019), US-amerikanischer Schauspieler
- May Wright Sewall (Mary Eliza Wright; 1844–1920), US-amerikanische Frauenrechtlerin
- Megan Wright (* 1982), kanadische Langstreckenläuferin
- Michael Wright (Architekt) (1912–2018), Hong Konger Architekt
- Michael Wright (Radsportler) (* 1941), britischer Radsportler
- Michael Wright (Schauspieler) (* 1956), US-amerikanischer Schauspieler
- Michael Wright (Politiker) (* 1956), australischer Politiker (Labor Party)
- Michael Wright (Basketballspieler) (1980–2015), US-amerikanischer Basketballspieler
- Michael Wright (Volleyballspieler) (* 2001), US-amerikanischer Volleyballspieler
- Michael T. Wright (* 1948), britischer Technikhistoriker

- Michelle Wright (Produzentin), Filmproduzentin
- Michelle Wright (Countrysängerin) (* 1961), kanadische Countrysängerin
- Michelle Wright (Schauspielerin) (* 1967), US-amerikanische Schauspielerin
- Mike Wright (Michael Wright; 1952–2019), britischer Wirtschaftswissenschaftler
- Milton Wright, US-amerikanischer Musiker, Sänger und Richter
- Muriel Hazel Wright (1889–1975), US-amerikanische Historikerin
- Myron Benjamin Wright (1847–1894), US-amerikanischer Politiker

### N
- Nathalia Wright (1913–2004), US-amerikanische Literaturwissenschaftlerin
- Nathan Wright (Richter) (1654–1721), englischer Richter und Lordkanzler
- Nathan Wright (Schauspieler), britischer Schauspieler
- N’Bushe Wright (* 1970), US-amerikanische Schauspielerin
- Neville Wright (* 1980), kanadischer Bobfahrer
- Nicholas Wright (Dramatiker) (* 1940), britischer Dramatiker
- Nicholas Wright (Mediziner) (* 1945), britischer Mediziner
- Nicholas Thomas Wright (N. T. Wright, Tom Wright; * 1948), britischer Theologe und Geistlicher
- Nick Wright (Offizier) (* 1949), britischer Offizier, Privatsekretär von Prinzessin Anne
- Nick Wright (Fußballspieler, 1975) (* 1975), englischer Fußballspieler
- Nick Wright (Politiker) (* 1983), kanadischer Politiker
- Nick Wright (Sportreporter) (* 1984), US-amerikanischer Sportreporter
- Nick Wright (Fußballspieler, 1987) (* 1987), englischer Fußballspieler
- Nigel Wright (* 1955), englischer Keyboarder und Musikproduzent

### O
- O. V. Wright (1939–1980), US-amerikanischer Gospel- und R&B-Sänger
- Oliver Wright (1921–2009), britischer Diplomat
- Oliver Wright (Boxer) (1947–2018), jamaikanischer Boxer
- Orville Wright (1871–1948), US-amerikanischer Flugzeugbauer
- Owen Wright (Footballspieler), US-amerikanischer American-Football-Spieler
- Owen Wright (Rugbyspieler), neuseeländischer Rugbyspieler
- Owen Wright (Surfer) (* 1990), australischer Surfer
- Owen Franklin Wright (1887–1971), Police Commissioner der Jamaica Constabulary Force

### P
- Paul Wright (Diplomat) (1915–2005), britischer Diplomat
- Paul Wright (Fußballspieler, 1967) (* 1967), schottischer Fußballspieler
- Paul Wright (Fußballspieler, 1969) (* 1969), englisch-amerikanischer Fußballspieler
- Paul Wright (Radsportler, 1973) (* 1973), englischer Radsportler
- Paul Wright (Musiker) (* 1979), amerikanischer Musiker
- Paul Wright (Regisseur) (* 1981), schottischer Filmregisseur
- Paul Wright (Radsportler, 1998) (* 1998), neuseeländischer Radsportler
- Patience Wright (1725–1786), amerikanische Bildhauerin
- Patricia Wright (* 1944), US-amerikanische Verhaltensforscherin
- Patrick Wright, Baron Wright of Richmond (1931–2020), britischer Diplomat
- Peter Wright (Märtyrer) (1603–1651), englischer Priester und Märtyrer
- Peter Wright (Fußballspieler, 1877) (1877–1966), schottischer Fußballspieler
- Peter Wright (Choreograf) (* 1926), englischer Ballettlehrer, Choreograph, Regisseur und Tänzer
- Peter Wright (Fußballspieler, 1934) (1934–2012), englischer Fußballspieler
- Peter Wright (Automobilkonstrukteur) (* 1946), britischer Ingenieur und Rennwagenkonstrukteur
- Peter Wright (Tennisspieler) (* 1963), irischer Tennisspieler
- Peter Wright (Rugbyspieler) (* 1967), schottischer Rugby-Union-Spieler
- Peter Wright (Dartspieler) (* 1970), schottischer Dartspieler
- Peter Wright (Fußballspieler, 1982) (* 1982), englischer Fußballspieler
- Peter Maurice Wright (1916–1995), britischer Agent und Autor
- Phyllis Lycett Wright (Phyllis Lycett; † 2006), US-amerikanische Schauspielerin

### Q
- Quincy Wright (1890–1970), amerikanischer Politikwissenschaftler

### R
- Randall Wright (* 1956), kanadischer Ökonom und Hochschullehrer
- Rashad Wright (* 1982), US-amerikanischer Basketballspieler
- Rayfield Wright (1945–2022), US-amerikanischer American-Football-Spieler und -Trainer
- Rhiana Gunn-Wright (* 1988), US-amerikanische Politikberaterin
- Richard Wright (Maler) (1735–um 1775), englischer Maler
- Richard Wright (Fußballspieler, 1877) (1877–1942), englischer Fußballspieler
- Richard Wright (Fußballspieler, 1903) (1903–1991), englischer Fußballspieler
- Richard Wright (Schriftsteller) (1908–1960), US-amerikanischer Schriftsteller
- Richard Wright (Musiker) (1943–2008), britischer Musiker
- Richard Wright (Künstler) (* 1960), britischer Künstler
- Richard Wright (Produzent) (auch Richard S. Wright; * 1960), US-amerikanischer Filmproduzent
- Richard Wright (Fußballspieler, 1977) (* 1977), englischer Fußballspieler
- Richard Wright-Firth, britischer Schauspieler und Synchronsprecher
- Richard Pearson Wright (1908–1992), englischer Archäologe
- Richardson L. Wright (1887–1961), US-amerikanischer Autor und Herausgeber
- Robert Wright (Bischof) (1560–1643), englischer Geistlicher, Bischof von Lichfield
- Robert Wright (Politiker) (1752–1826), US-amerikanischer Politiker
- Robert Wright, Baron Wright (1869–1964), britischer Jurist und Politiker
- Robert Wright (Spezialeffektkünstler), US-amerikanischer Fotograf und Filmtechniker
- Robert Alexander Wright (1853–1947), neuseeländischer Politiker
- Robin Wright (Journalistin) (* 1948), US-amerikanische Journalistin, Autorin und Analystin
- Robin Wright (* 1966), US-amerikanische Filmschauspielerin
- Ron Wright (Schiedsrichter) (1925–2005), australischer Fußballschiedsrichter
- Ron Wright (Politiker) (1953–2021), US-amerikanischer Politiker
- Ronald Wright (Autor) (* 1948), kanadischer Autor und Historiker
- Ronald Wright (Boxer) (Winky Wright; * 1971), US-amerikanischer Boxer
- Rosemary Wright (* 1933), britische Klassische Philologin, siehe Maureen Rosemary Wright
- Rosemary Olivia Wright (geborene Rosemary Olivia Stirling; * 1947), britische Sprinterin und Mittelstreckenläuferin, siehe Rosemary Stirling
- Royston Wright (1908–1977), britischer Admiral
- Royston Clifford Wright († 2014), britischer Bischof
- Russel Wright (Designer) (1904–1976), US-amerikanischer Industriedesigner
- Russel Wright (Rennfahrer) (1929–2013), neuseeländischer Motorradrennfahrer
- Ryan Wright (* 2000), US-amerikanischer American-Football-Spieler

### S
- Samantha Wright (* 1995), britische Jazzmusikerin
- Samuel E. Wright (1946–2021), US-amerikanischer Schauspieler und Synchronsprecher
- Samuel G. Wright (1781–1845), US-amerikanischer Politiker
- Sarah Wright (* 1983), US-amerikanisches Model und Schauspielerin
- Scott Wright (* 1997), schottischer Fußballspieler
- Sean Wright (* 1971), US-amerikanischer Basketballschiedsrichter
- Sewall Wright (1889–1988), US-amerikanischer Genetiker und Evolutionstheoretiker
- Seymour Wright (* um 1975), britischer Improvisationsmusiker
- Shahadi Wright-Joseph (* 2005), US-amerikanische Schauspielerin, Sängerin und Tänzerin
- Shane Wright (* 2004), kanadischer Eishockeyspieler
- Shaun Wright-Phillips (* 1981), englischer Fußballspieler
- Shayne Wright (* 1975), deutscher Eishockeyspieler
- Silas Wright (1795–1847), US-amerikanischer Politiker
- Simon Wright (* 1963), britischer Musiker
- Specs Wright (1927–1963), US-amerikanischer Jazz-Schlagzeuger
- Stanley Wright († 2011), US-amerikanischer Jazzmusiker und Musikpädagoge
- Stanton Macdonald-Wright (1890–1973), US-amerikanischer Maler
- Stephen Wright (Architekt) († 1780), britischer Architekt
- Stephen Wright (Schriftsteller) (* 1946), US-amerikanischer Schriftsteller
- Stephen Wright (Diplomat) (* 1946), britischer Diplomat
- Stephen Wright (Literaturwissenschaftler) (Stephen Graham Wright; * 1949), britischer Literatur- und Politikwissenschaftler
- Stephen Wright (Tennisspieler), australischer Tennisspieler
- Stephen Wright (Fußballspieler, 1961) (* 1961), australischer Fußballspieler
- Stephen Wright (Journalist) (* 1968), britischer Kriminaljournalist
- Stephen Wright (Ruderer), britischer Ruderer
- Stephen Wright (Bischof) (* 1970), britischer Geistlicher, Bischof von Hexham und Newcastle
- Stephen Wright (Fußballspieler, 1971) (* 1971), schottischer Fußballspieler
- Stephen Wright (Fußballspieler, 1980) (* 1980), englischer Fußballspieler
- Steven Wright (* 1955), US-amerikanischer Schauspieler, Schriftsteller und Comedian
- Steven Wright (auch Steve Wright; * 1958), britischer verurteilter Mörder, siehe Mordserie in Ipswich 2006
- Steven Wright (Mathematiker) (Steven J. Wright; * 1960), US-amerikanischer Mathematiker
- Steven Wright (Sozialwissenschaftler) (Steven M. Wright), Sozial- und Politikwissenschaftler
- Steven Wright (Basketballspieler) (* 1983), US-amerikanischer Basketballspieler
- Steven Wright (Baseballspieler) (Steven Richard Wright; * 1984), US-amerikanischer Baseballspieler
- Stevie Wright (1947–2015), australischer Rocksänger
- Sue Wright (* 1970), englische Squashspielerin
- Sue Ellen Wright (* 1943), US-amerikanische Übersetzungswissenschaftlerin, Terminologin und Linguistin
- Susan Wright (* 1963), US-amerikanische Schriftstellerin
- Susanna Wright (1697–1784), britische Dichterin und Meinungsmacherin in Pennsylvania
- Sydney Fowler Wright (1874–1965), britischer Schriftsteller
- Syreeta Wright (1946–2004), US-amerikanische Sängerin und Songwriterin, siehe Syreeta

### T
- Tanisha Wright (* 1983), US-amerikanische Basketballspielerin
- Tanya Wright (* 1971), US-amerikanische Schauspielerin
- Teresa Wright (1918–2005), US-amerikanische Schauspielerin
- Terry Wright (* 1963), neuseeländischer Rugby-Union-Spieler
- Teya Wright (* 1985), US-amerikanische Basketballspielerin
- Thelma Wright (* 1951), kanadische Mittel- und Langstreckenläuferin
- Theodore Lyman Wright (1858–1926), US-amerikanischer Klassischer Philologe und Kunsthistoriker
- Thomas Wright (Philosoph) (1711–1786), britischer Philosoph
- Thomas Wright (Gartenarchitekt), irischer Gartenarchitekt im 18. Jahrhundert
- Thomas Wright (Autor) (1773–1845), britischer Autor und Bankier
- Thomas Wright (Maler) (1792–1849), englischer Maler und Kupferstecher
- Thomas Wright (Geologe) (1809–1884), schottischer Geologe
- Thomas Wright (Altertumsforscher) (1810–1877), englischer Altertumsforscher und Schriftsteller
- Thomas Wright (Politiker) (* 1947), irischer Politiker (genannt: G. V. Wright)
- Thomas Wright (Tennisspieler) (* 1998), britischer Tennisspieler
- Thomas Lee Wright, US-amerikanischer Filmproduzent, Filmregisseur, Drehbuchautor und Dokumentarfilmer
- Thomas M. Wright (* 1983), australischer Schauspieler und Regisseur
- Tom Wright (* 1948), britischer Theologe und Bischof von Durham, siehe Nicholas Thomas Wright
- Tom Wright (Schauspieler) (* 1952), US-amerikanischer Schauspieler
- Tom Wright (Architekt) (* 1957), britischer Architekt
- Tom Wright (Cricketspieler) (* 1983), englischer Cricketspieler
- Tom Wright (Rugbyspieler) (* 1997), australischer Rugby-Union-Spieler
- Tommy Wright (Fußballspieler, 1928) (1928–2011), schottischer Fußballspieler
- Tommy Wright (Fußballspieler, 1944) (* 1944), englischer Fußballspieler
- Tommy Wright (Fußballspieler, 1963) (* 1963), nordirischer Fußballspieler
- Tommy Wright (Fußballspieler, 1966) (* 1966), schottischer Fußballspieler und -trainer
- Tommy Wright (Fußballspieler, 1984) (* 1984), englischer Fußballspieler
- Tommy Wright (Fußballtrainer) (* 1995), österreichischer Fußballtrainer
- Tony Wright (Schauspieler) (Paul Anthony Wright, 1925–1986), britischer Schauspieler
- Tony Wright (Politiker, 1948) (Anthony Wayland Wright, * 1948), britischer Politiker
- Tony Wright (Politiker, 1954) (Anthony David Wright, * 1954), britischer Politiker
- Tony Wright (Produzent), australischer Produzent und Drehbuchautor
- Tracy Wright (1959–2010), kanadische Schauspielerin
- Trevor Wright (Leichtathlet) (* 1946), britischer Leichtathlet
- Trevor Wright (Schauspieler) (* 1980), US-amerikanischer Schauspieler
- Turbutt Wright (1741–1783), US-amerikanischer Politiker
- Tyler Wright (* 1973), kanadischer Eishockeyspieler

### V
- Verle Wright (Verle Franklin Wright, Jr.; 1925–2012), US-amerikanischer Sportschütze
- Vernon S. Wright (1889–1934), US-amerikanischer Politiker
- Victoria Wright (* 1974), bulgarisch-französische Badmintonspielerin
- Vincent Wright (1937–1999), britischer Politikwissenschaftler

### W
- Walter Wright (1866–1933), neuseeländischer Maler
- Warwick Wright (1875–1945), britischer Motorbootsportler
- Wayne Wright (1932–2008), US-amerikanischer Jazzgitarrist
- Whitney Wright (* 1991), US-amerikanische Pornodarstellerin
- Wilbur Wright (1867–1912), US-amerikanischer Flugzeugbauer
- Will Wright (Schauspieler) (William H. Wright; 1894–1962), US-amerikanischer Schauspieler
- Will Wright (Spieleentwickler) (William Ralph Wright; * 1960), US-amerikanischer Spieleentwickler
- William Wright (Priester) (1562–1639), englischer Geistlicher und Missionar
- William Wright (Botaniker) (1735–1819), schottischer Botaniker und Arzt
- William Wright (Politiker, 1794) (1794–1866), US-amerikanischer Politiker
- William Wright (Orientalist) (1830–1889), britischer Orientalist
- William Wright (Missionar) (1837–1899), irischer Missionar und Linguist
- William Wright (Polospieler) (1872–1949), US-amerikanischer Polospieler
- William Wright (Politiker, 1927) (1927–2022), britischer Politiker
- William Wright (Bischof) (1952–2021), australischer Geistlicher, Bischof von Maitland-Newcastle
- William B. Wright (1806–1868), US-amerikanischer Jurist und Politiker
- William Bacon Wright (1830–1895), US-amerikanischer Jurist und Politiker
- William Bourke Wright (1876–1939), britischer Geologe
- William C. Wright (1866–1933), US-amerikanischer Politiker
- William Connor Wright (1930–2016), US-amerikanischer Historiker und Autor
- William H. Wright (Produzent) (1902–1980), US-amerikanischer Produzent und Drehbuchautor
- William Hammond Wright (1871–1959), US-amerikanischer Astronom
- William H. S. Wright (1907–2009), US-amerikanischer Generalleutnant
- William M. Wright (1863–1943), US-amerikanischer Generalleutnant
- William Robert Wright (1935–2012), US-amerikanischer Politiker
- Wilmer Cave Wright (1868–1951), US-amerikanische Klassische Philologin
- Woody Wright (* 1957), US-amerikanischer Sänger und Komponist

### Z
- Zack Wright (* 1985), US-amerikanischer Basketballspieler